# Japanska Formel 3000 1995
Japanska Formel 3000 1995 vanns av Toshio Suzuki.

## Delsegrare
| Datum        | Bana    | Vinnare              |
| ------------ | ------- | -------------------- |
| 19 mars      | Suzuka  | Naoki Hattori        |
| 7 maj        | Mine    | Tom Kristensen       |
| 21 maj       | Suzuka  | Toshio Suzuki        |
| 30 juli      | Sugo    | Toranosuke Takagi    |
| 3 september  | Fuji    | Andrew Gilbert-Scott |
| 17 september | Tokachi | Toranosuke Takagi    |
| 15 oktober   | Fuji    | Toranosuke Takagi    |
| 19 november  | Suzuka  | Toshio Suzuki        |

## Slutställning
| Plats | Förare               | Poäng |
| ----- | -------------------- | ----- |
| 1     | Toshio Suzuki        | 34    |
| 2     | Toranosuke Takagi    | 28    |
| 3     | Tom Kristensen       | 28    |
| 4     | Kazuyoshi Hoshino    | 20    |
| 5     | Mauro Martini        | 16    |
| 6     | Takuya Kurosawa      | 15    |
| 7     | Andrew Gilbert-Scott | 12    |
| 8     | Naoki Hattori        | 11    |
| 9     | Karsumi Yamamoto     | 9     |
| 10    | Katsutomo Kaneishi   | 8     |
| 11    | Shinji Nakano        | 6     |
| 12    | Masahiko Kageyama    | 5     |
| 13    | Masami Kageyama      | 4     |